# Batang Tura Julu
Batang Tura Julu is een bestuurslaag in het regentschap Tapanuli Selatan van de provincie Noord-Sumatra, Indonesië. Batang Tura Julu telt 464 inwoners (volkstelling 2010).